# Thụy Bình
Thụy Bình là một xã thuộc huyện Thái Thụy, tỉnh Thái Bình, Việt Nam.
Xã có diện tích 4,36 km², dân số năm 1999 là 4899 người, mật độ dân số đạt 1124 người/km².